# Kosmos 613
Kosmos 613 ist die Tarnbezeichnung für einen unbemannten Flug des sowjetischen Raumschiffs Sojus, das im Winter 1973/74 Tests in der Erdumlaufbahn durchführte. Es war in der Sowjetunion üblich, nur erfolgreichen Missionen einen offiziellen Namen zu geben. Fehlgeschlagene Flüge wurden meistens gar nicht und Testflüge lediglich unter der allgemeinen Tarnbezeichnung Kosmos bekanntgegeben.

## Der Flug
Der Start erfolgte am 30. November um 05:16 Uhr UTC vom sowjetischen Weltraumbahnhof Baikonur an Bord einer Sojus-Rakete. Im All erfolgte ein zweimonatiger Langzeittest aller Systeme. Die Landung erfolgte am 29. Januar 1974 um 05:29 UTC.
Parallel zu diesem Flug fand die US-amerikanische Mission Skylab 4 statt, bei der der Langzeitrekord für einen bemannten Aufenthalt im Weltraum auf knapp drei Monate verbessert wurde.